# نوريكو أوهارا
نوريكو أوهارا (باليابانية: 小原乃梨子) (2 أكتوبر 1935- 12 يوليو 2024) مؤدية اصوات وممثلة يابانية، بدأت مسيرتها الفنية عام 1968. اشتهرت بأداء صوت نوبيتا نوبي في مسلسل الأنمي دورايمون.

## مسيرتها
ولدت أوهارا يوم 2 أكتوبر 1935 في طوكيو واسمها الحقيقي نوريكو توبي، وعملت كممثلة صوتية لشخصية نوبيتا، الصبي الكسول ولكن المتفائل الذي يعتني به القط الآلي دورايمون، لمدة 26 عامًا منذ عام 1979. من خلال هذا الدور، أصبحت معروفة لمجموعة واسعة من الأجيال. كما لعبت أوهارا مجموعة متنوعة من الشخصيات في أعمال الأنمي الأخرى، بما في ذلك الأولاد النشطين مثل بيتر، راعي الماعز في هايدي: فتاة الألب، وكونان في فتى المستقبل كونان، والشخصيات الشريرة مثل دورونجو في ياترمان وأويوكي في أوريسي ياتسورا. بالإضافة إلى ذلك، قامت أوهارا بتأدية صوت الممثلة الأمريكية شيرلي ماكلين والممثلة الفرنسية كاثرين دونوف في الأفلام المدبلجة باللغة اليابانية.
توفيت نوريكو أوهارا في 12 يوليو/تموز 2024 عن عمر يناهز 88 عامًا.

## من أعمالها
- دورايمون - نوبيتا نوبي
- فتى المستقبل كونان - كونان
- أوريسي ياتسورا - أويوكي
- رحلة العجائب
- الرغيف العجيب
- هايدي - بيتر

## روابط خارجية
- الموقع الرسمي
- 3410 في شبكة أخبار الأنمي
- نوريكو أوهارا على موقع IMDb (الإنجليزية)
- نوريكو أوهارا على موقع ألو سيني (الفرنسية)
- نوريكو أوهارا على موقع ميوزك برينز (الإنجليزية)
- نوريكو أوهارا على موقع أول موفي (الإنجليزية)
- نوريكو أوهارا على موقع قاعدة بيانات الفيلم (الإنجليزية)
- نوريكو أوهارا على موقع كينوبويسك (الروسية)
- نوريكو أوهارا على موقع ANN person (الإنجليزية)